# Luehdorfia japonica
Luehdorfia japonica Leech, 1889, è un Lepidottero della famiglia Papilionidae.
La biologia di questa specie è stata descritta da Shirozu & Hara (1973). Sono stati effettuati parecchi lavori di ricerca sulle caratteristiche biomolecolari di L. japonica anche da Matsumoto (1984-1990) e da Tsubaki & Matsumoto (1998). Lavori riguardanti ibridi tra L. japonica e la specie affine Luehdorfia puziloi sono stati pubblicati da Hara & Ochiai (1980).
Questo papilionide venne scoperto da Yasushi Nawa, nella prefettura giapponese di Gifu, nel 1883; è pertanto nota anche col nome volgare di Farfalla di Gifu (ギフチョウ, Gifu Chō).

## Biologia

### Alimentazione
Le larve si alimentano parassitando le foglie di numerose specie appartenenti al genere  Asarum (fam. Aristolochiaceae) 
(Makita et al., 2000):
- Asarum asaroides
- Asarum asperum
- Asarum blumei
- Asarum caulescens
- Asarum curvistigma
- Asarum fauriei
- Asarum heterotropoides
- Asarum hexalobum
- Asarum kurosawae
- Asarum megacalyx
- Asarum nipponicum
- Asarum sieboldii
- Asarum takaoi
- Asarum tamaense
- Asarum yohikawai.

## Distribuzione e habitat
L'areale comprende il Giappone (Honshū centrale e occidentale) e la Cina orientale (Shirozu & Hara, 1973).

A differenza di quanto riportato in precedenza, non vi sono prove della presenza attuale della specie a Taiwan (Li, 1987).

## Tassonomia
Al momento non vengono riconosciute sottospecie diverse da Luehdorfia japonica japonica Leech, 1889 (loc. typ. Giappone).

La presunta sottospecie Luehdorfia japonica formosana Rothschild, 1918 è verosimilmente frutto di dati erronei (Li, 1987).